# River John
River John är ett vattendrag i Kanada.   Det ligger i provinsen Nova Scotia, i den östra delen av landet, 1 000 km öster om huvudstaden Ottawa.
Runt River John är det glesbefolkat, med 8 invånare per kvadratkilometer.